# James Lewin
James Lewin (* 28. Oktober 1887 in Berlin; † 31. Dezember 1937 in Tscheljabinsk, UdSSR) war ein deutscher Psychiater.

## Leben
James Lewin war der Sohn des Kaufmannsehepaares Nathan Lewin (1852–1909) und Agathe Lewin geb. Wedel (1853–1904), welches ursprünglich aus dem pommerschen Preußen stammte. Er war das dritte von insgesamt fünf Kindern. Er schloss das Sophien-Gymnasium in Berlin mit der Reifeprüfung ab. Anschließend studierte er ab dem Wintersemester 1907/08 Medizin und Philosophie an der Friedrich-Wilhelms-Universität. Ein Semester studierte er in Leipzig, wo er Lehrveranstaltungen von Wilhelm Wundt und Wilhelm Wirth besuchte. Lewin promovierte in Philosophie über die Ideenlehre des französischen idealistischen Pantheisten Nicolas Malebranche; diese Arbeit wird heute noch in philosophischen Referenzwerken zitiert. Im Oktober 1913 erhielt Lewin mit der Note "genügend" seine Approbation als Arzt. Er war danach zunächst als Assistent bei Ernst Simmerling in der "Irrenklinik der Universität Kiel" tätig, wechselte dann aber nach Leipzig. Hier wurde er Assistenzarzt bei Paul Flechsig an der universitären Psychiatrischen- und Nervenklinik, wo er 1917 zum zweiten Mal promovierte. In dieser Arbeit schrieb er über Situationspsychosen: Es gibt psychotische Zustände sowohl in der Freiheit wie in der Haft, die alleine einer sozusagen zufälligen Kombination innerer und äußerer Momente ihre Entstehung verdanken und nur eine Episode im Leben und Schicksal der Persönlichkeit darstellen. Sie verdienen daher zu einer gemeinsamen Gruppe der Situationspsychosen zusammengefasst zu werden, die im übrigen verschiedene Bilder der Symptomatik und Pathogenese, den jeweiligen Umständen und der Individualität entsprechend, aufweisen, wenn auch im allgemeinen die Anzahl leicht Degenerierter überwiegt.
Im selben Jahr heiratete er die Sopransängerin Clara Abramowitz, aus der Ehe ging ein Sohn Adolf Norbert Lewin hervor. Zu diesem Zeitpunkt wurde er zum Kriegsdienst eingezogen, vermutlich in einer Sanitätseinheit. Nach dem Krieg eröffnete er in Berlin-Schöneberg eine Privatpraxis als Arzt für Nerven- und Frauenkrankheiten. Die Ehe wurde 1924 geschieden.
Ende April 1933 verlor er als jüdischer Arzt seine Kassenzulassung und sah sich schließlich gezwungen, Deutschland zu verlassen. Er befand sich bereits auf dem Weg nach Abessinien, entschloss sich aber wegen Herzproblemen, nach Frankreich zu emigrieren. Im Dezember 1933 bat er die deutschen Behörden seinen finanziellen Nachlass nach Frankreich zu transferieren, zu diesem Zeitpunkt befand er sich bereits in Paris. Laut Vernehmungsakten des NKWD habe man ihn im September 1933 in Berlin vor die Wahl gestellt, entweder mit seiner Familie in ein Konzentrationslager deportiert zu werden oder Gestapo-Agent zu werden. Am 14. Februar 1936 traf er mit einem sowjetischen Arbeitsvisum in Moskau ein und erhielt eine Stelle als leitender wissenschaftlicher Mitarbeiter am Wissenschaftlichen Forschungsinstitut für Psychiatrie und Neuropathologie Vasily V. Kramer. Er versuchte hier ernsthaft wissenschaftlich zu arbeiten. Das letzte Lebenszeichen von James Lewin stammt vom 10. Oktober 1936, als er die Sitzung der Moskauer Gesellschaft für Neuropathologie und Psychiatrie besuchte, hier wurde eine Diskussionsbemerkung Lewins festgehalten. Danach wurde er vermutlich ein Opfer der Stalinistischen Säuberungen. Am 8. September 1937 wurde er im Zuge der Deutschen Operation des NKWD verhaftet und Ende Oktober gestand er "antisowjetisch-konterrevolutioäre Aktivitäten, Spionage für die Gestapo und die Planung terroristischer Anschläge". Aus der Vernehmungsakten des NKWD geht weiter hervor, dass er in Paris eine Zierfischhandlung betrieben habe soll, die für Treffen der Gestapo genutzt wurde. Sein Aufenthalt in Moskau soll er dazu genutzt haben, ein Produktionslabor für chemisch-bakteriologische Waffen einzurichten. Das Geständnis Lewins wurde vermutlich unter Folter oder Zwang erpresst. Am 31. Dezember 1937 wurde er zum Tode verurteilt und hingerichtet. Er wurde vermutlich in einem Massengrab beigesetzt. Am 22. Juni 2007 wurde er durch die Russische Föderation rehabilitiert und entlastet.

## Wirken
Er war ein aktives Mitglied in der Berliner Gesellschaft für Psychiatrie und Nervenkrankheiten und hielt dort mehrere Vorträge. Zu seinen Publikationen zählt unter anderem eine Monographie über Ludwig Klages’ Philosophie. Er verfasste zahlreiche psychiatrische Aufsätze, die von einem erkenntnistheoretischen Hintergrund geprägt sind. In Anlehnung an Alfred Erich Hoches Syndromlehre forderte er in seinen Schriften auf, "statt Krankheitseinheiten Krankheitstypen anzunehmen." "Der Typ nimmt die Symptome aus dem einen oder anderen konstruierten Krankheitsbild, ohne mit Sicherheit einer bestimmten Krankheitseinheit eingerechnet werden zu können." Er forderte eine Psychopathologie, die "ohne Rücksicht auf klinische Bewertungen phänomenologisch die psychologische Struktur krankhafter Erlebnisse beschreibt."